# Ayuntamiento de Birmingham (edificio)
El Ayuntamiento de Birmingham es una sala de conciertos inaugurada en 1834, declarada monumento clasificado de Grado I. Está situado en la Victoria Square de Birmingham, Reino Unido.
Además de ser el primero de los monumentales ayuntamientos que caracterizarían las ciudades de la Inglaterra victoriana, el Ayuntamiento de Birmingham también fue la primera obra significativa del resurgimiento del siglo XIX de la arquitectura romana, un estilo escogido en este edificio en el contexto del radicalismo muy cargado de Birmingham en la década de 1830 por sus asociaciones republicanas. Su diseño se basó en las proporciones del Templo de Cástor y Pólux situado en el Foro Romano. «Perfecto y apartado» sobre un podio alto y almohadillado, supuso un concepto completamente nuevo en la arquitectura inglesa.
Fue creado como sede para el Birmingham Triennial Music Festival fundado en 1784, cuyo objetivo era recaudar fondos para el General Hospital, después de que la Iglesia de San Felipe (que se convertiría posteriormente en Catedral) resultara demasiado pequeña para albergar el festival, y para reuniones públicas.
El edificio fue renovado exhaustivamente entre 2002 y 2008. Actualmente alberga un variado programa de eventos que incluye conciertos de música, spoken word, bailes y actuaciones, así como reuniones anuales, presentaciones de productos, conferencias, cenas, desfiles de moda, ceremonias de graduación y programas de televisión.

## Historia

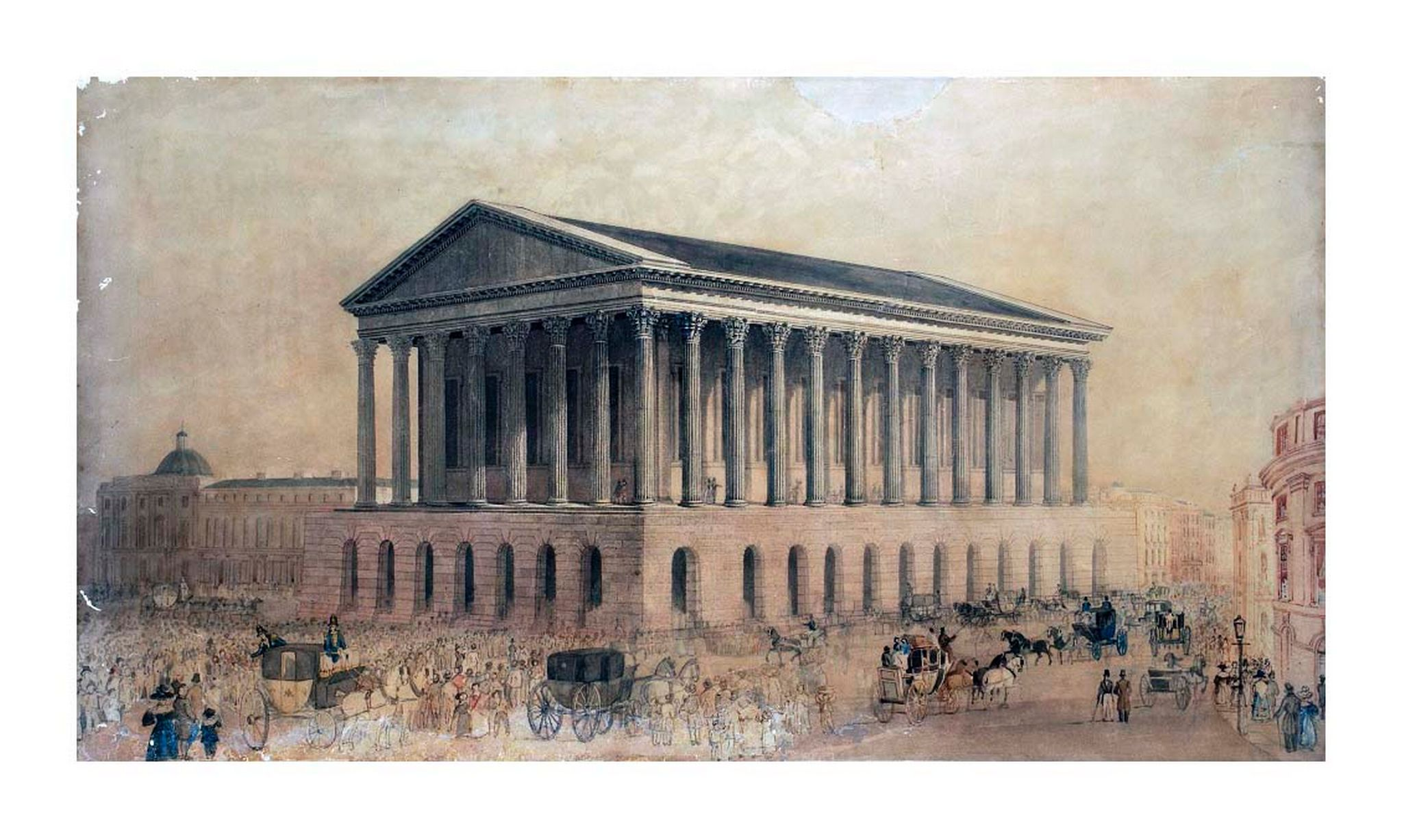
Impresión artística (1831) de W. Harris, de la Hansom & Welch Design, tal y como se presentó en el concurso para diseñar el edificio. El original está expuesto allí.

Los Birmingham Street Commissioners consideraron dos parcelas para la construcción de una sala de conciertos en la ciudad: una en Bennetts Hill y otra en Paradise Street, más cara. Se escogió esta última y se convocó un concurso de diseño al cual se presentaron 67 propuestas, entre ellas una de Charles Barry, cuyo diseño para la King Edward's School en New Street estaba entonces en construcción.
Se escogió como arquitectos a Joseph Hansom, conocido por ser el inventor de la Hansom cab, y Edward Welch, y afirmaron que esperaban que la construcción costara unas 8000 libras (equivalentes a 670 000 libras en 2015). Se contrató a Hill of London para que construyera el órgano de seis mil tubos por 6000 libras. La construcción empezó el 27 de abril de 1832 y se estimaba que se finalizaría en 1833. Sin embargo, Hansom se declaró en quiebra durante la construcción, debido a que presentó un presupuesto demasiado bajo. Los contratistas también estaban perdiendo dinero. Tres avalistas donaron dinero para el edificio: W. P. Lloyd, John Welch y Edward Tench. Con la inyección de este dinero, el edificio se pudo inaugurar para el Music Festival, retrasado al 7 de octubre de 1834, a pesar de que el edificio aún no estaba completamente finalizado.

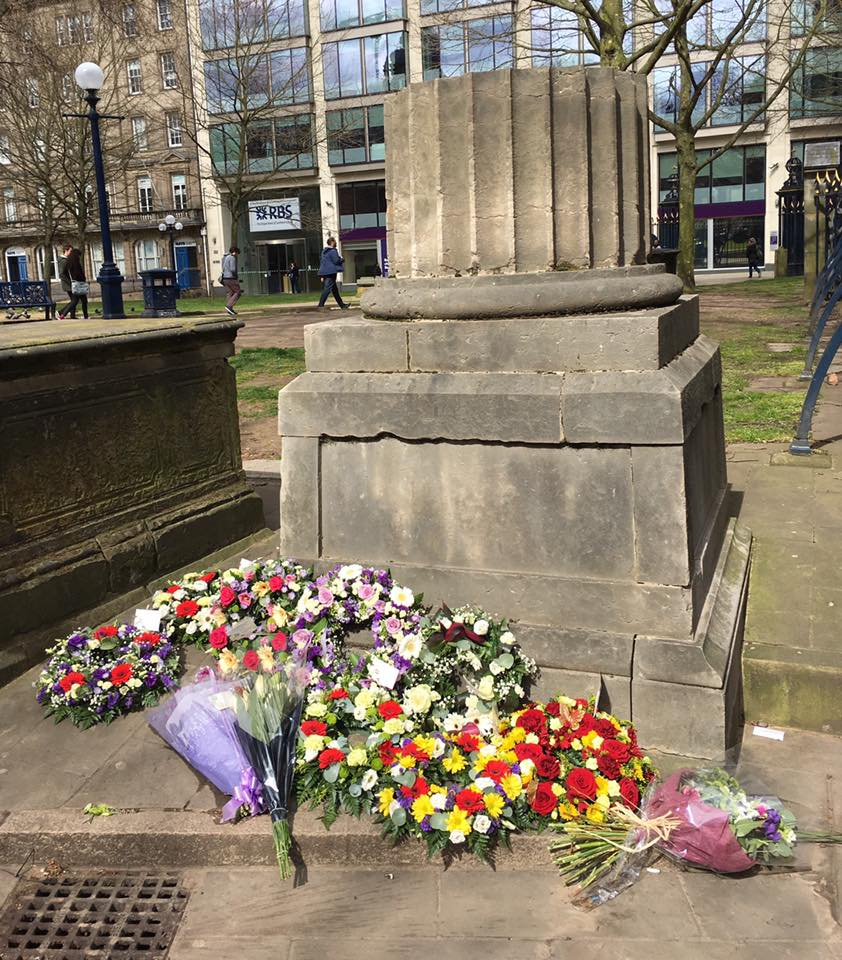
El memorial a Badger y Heap en el camposanto de la Catedral de San Felipe, usado actualmente cada año en el Día Internacional de los Trabajadores como memorial a todos los que han muerto en accidentes de trabajo.

Durante la construcción, el 26 de enero de 1833, dos trabajadores murieron cuando se rompió una grúa de veinte metros construida para instalar las cerchas a causa de que fallaron las poleas. John Heap murió al instante y Win. Badger murió unos pocos días después como consecuencia de sus heridas. Ambos fueron enterrados en el camposanto de la Catedral de San Felipe y se les dedicó un memorial, que consiste en la basa de una columna, realizada por uno de los trabajadores del Ayuntamiento. En 1835 se encargó al arquitecto Charles Edge que reparase las debilidades del diseño del edificio. También se le encargó la ampliación del edificio en 1837 y de nuevo en 1850.

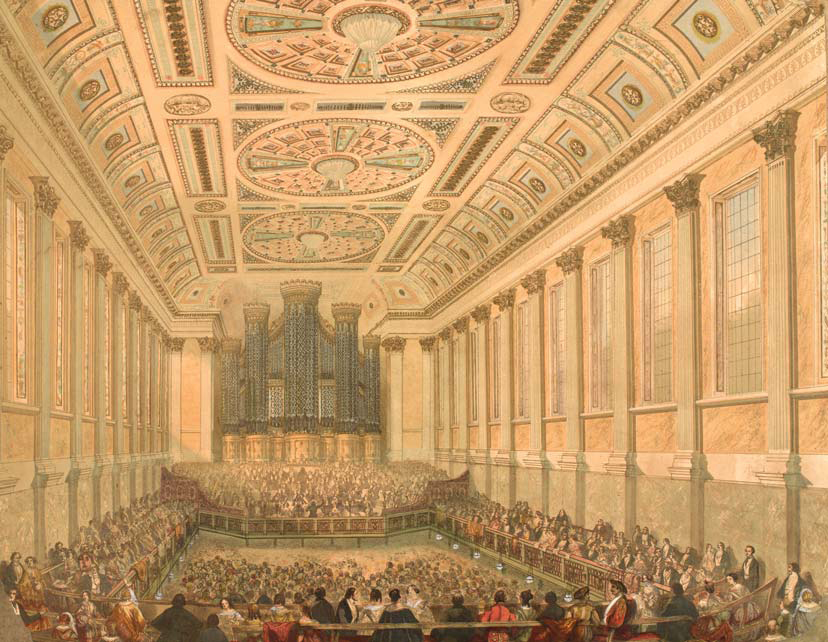
El interior del edificio en 1845.

Charles Dickens dio aquí lecturas públicas para recaudar dinero para el Birmingham and Midland Institute, y tanto Elías de Mendelssohn como The Dream of Gerontius de Elgar fueron estrenadas en el edificio. También se estrenó aquí Overture di Ballo de Sir Arthur Sullivan en agosto de 1870, como parte del Triennial Musical Festival, que encargaba nuevas obras para cada temporada. El edificio fue la sala de conciertos habitual de la Orquesta Sinfónica de la Ciudad de Birmingham desde 1918 hasta 1991, cuando se trasladaron al Symphony Hall.
En noviembre de 1880, el edificio se llenó para una protesta pública en apoyo al reverendo Richard Enraght, vicario de la Santísima Trinidad de Bordesley, que fue encarcelado en la prisión de Warwick bajo el Public Worship Regulation Act del Gobierno de Disraeli.

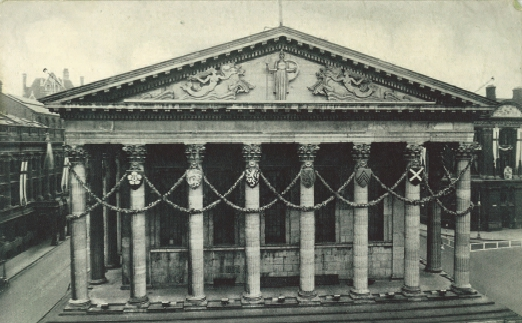
El Ayuntamiento en 1937 decorado para la coronación de Jorge VI y su esposa Isabel.

También se han realizado en el edificio conciertos de música popular, y en las décadas de 1960 y 1970 actuaron aquí artistas de primera línea como Buddy Holly, The Beatles, Led Zeppelin, Queen, Pink Floyd, Black Sabbath, The Rolling Stones y Bob Dylan.
El 9 de agosto de 1902, el ayuntamiento, junto con la Council House, se iluminó en celebración de la coronación del Rey Eduardo VII y la Reina Alejandra. Se iluminó de nuevo el 22 de junio de 1911 para la coronación del Rey Jorge V. En 1901, fue escenario de disturbios con ocasión de una visita de David Lloyd George.
En 1937, como parte de las celebraciones por la coronación de Jorge VI, el Ayuntamiento fue engalanado con las varias armas del Lord of the Manor de Birmingham desde 1166 y cada columna se adornó con guirnaldas. El frontón también tenía imágenes de Britannia, sostenidas por sirenas, que fueron esculpidas por William Bloye. La decoración del Ayuntamiento y toda la ciudad fue ideado por William Haywood, secretario de la Birmingham Civic Society.
Apareció en la película de 1967 de Peter Watkins Privilegio y se usó como Royal Albert Hall en la película de 1996 Tocando el viento.

### Renovaciones

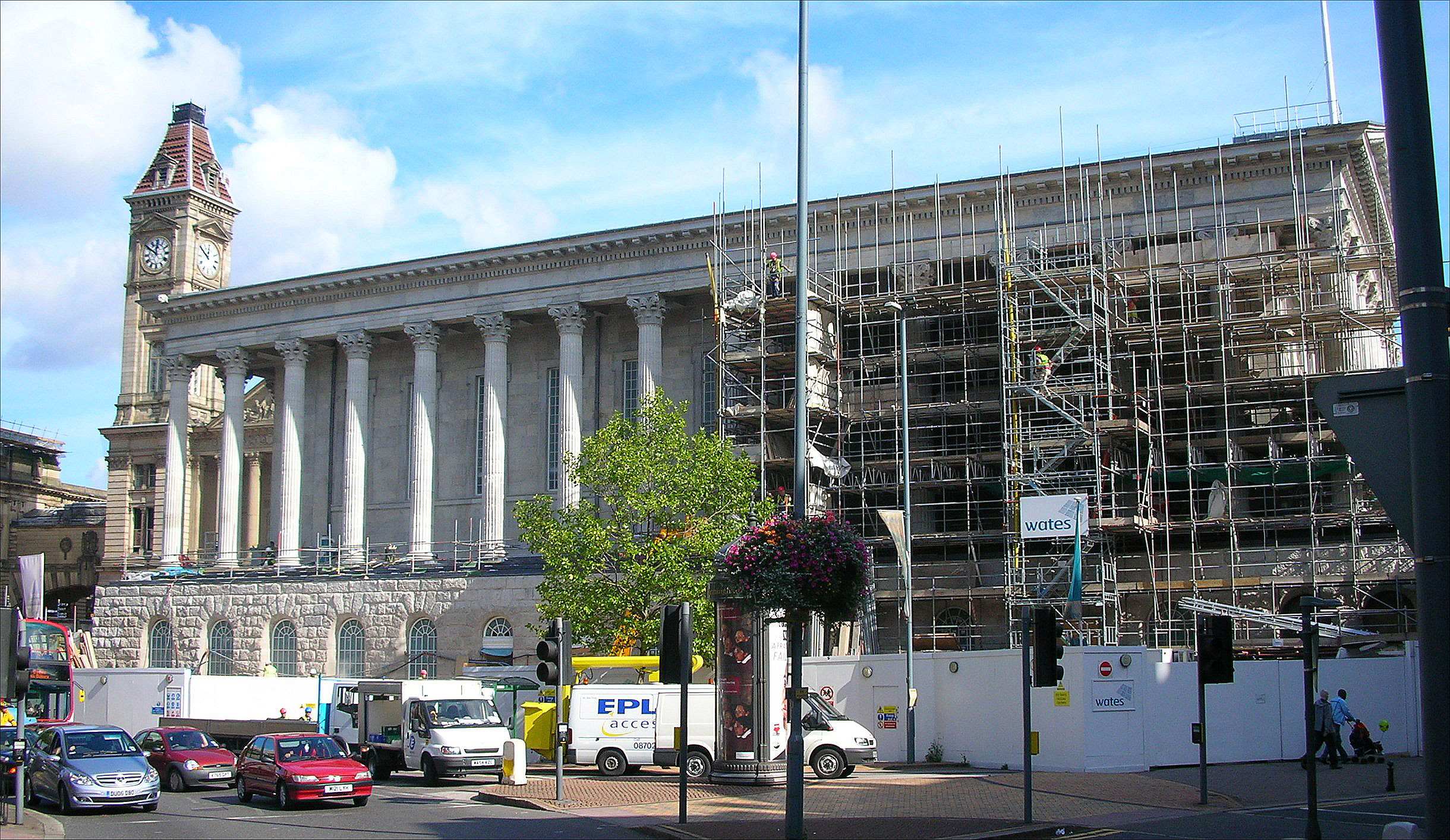
El Ayuntamiento emergiendo tras años de renovación.

El edificio cerró en 1996 para una renovación que costó 35 millones de libras (equivalentes a 59 millones en 2015), realizada por Wates Construction, que ha devuelto al Ayuntamiento a su gloria original y ha conseguido mantener su órgano de seis mil tubos. El proyecto fue financiado en 18,3 millones de libras por el Ayuntamiento de Birmingham, 13,7 millones de libras por el Heritage Lottery Fund y 3 millones por el Fondo Europeo de Desarrollo Regional. Se retiró la galería superior, que había sido añadida entre 1926 y 1927, restaurando el interior del edificio a una aproximación de su condición original.
El organista de Birmingham, Thomas Trotter, tocó una pieza musical a un grupo de niños en 2005 después de que se limpiara la mayor parte del órgano. Sin embargo, el organista y todos los niños tuvieron que llevar cascos debido a que continuaba el riesgo de caída de escombros. Había tocado el órgano cada mes desde la clausura del edificio hasta 2005, asegurando así que se mantenía en buena condición. Actualmente el edificio es gestionado, junto con el Symphony Hall, por la organización benéfica Performances Birmingham Limited.
Tiene capacidad para 1100 espectadores, aproximadamente la mitad que la del Symphony Hall. Reabrió para conciertos el 4 de octubre de 2007, y fue reinaugurado oficialmente el 22 de abril de 2008 por Carlos de Gales y Camila de Cornualles.
Durante su renovación, el lado del Ayuntamiento hacia Victoria Square estaba escondido por carteles publicitarios gigantes, un enorme calendario de Adviento, y durante la Copa Mundial de Fútbol de 2002 una gran pantalla de televisión que se usó para retransmitir en directo los partidos desde Corea del Sur y Japón. Aunque la pantalla de televisión era solo temporal, se instaló otra Big Screen en la esquina del edificio en Chamberlain Square hacia la Biblioteca Central de Birmingham, que retransmitía en directo el canal de televisión BBC One. Esta controvertida BBC Big Screen situada junto a la parte trasera del edificio, hacia Chamberlain Square, ha sido retirada.

## Arquitectura

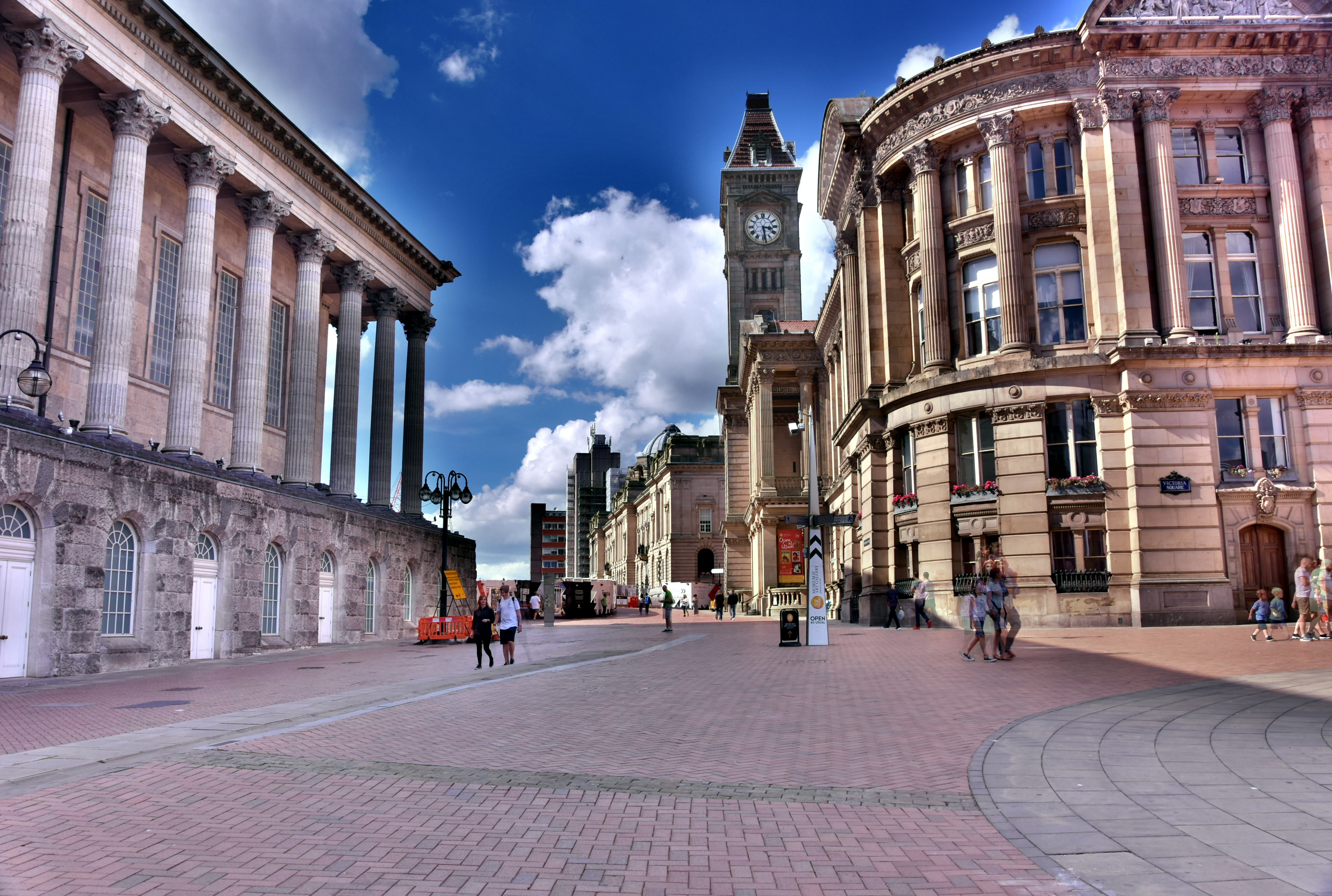
El Ayuntamiento de Birmingham y Council House fotografiados desde Victoria Square.

Construido en ladrillos, fabricados en Selly Oak, y revestido con mármol de Penmon (Anglesey) regalado a la ciudad por Sir R. Bulkeley, propietario de las canteras de Penmon, el edificio está inspirado en el Templo de Cástor y Pólux de Roma. También se usó caliza en su construcción y pueden verse en ella fósiles de plantas y animales. A finales de la década de 1980 y principios de la década de 1990, los arcos frontales fueron acristalados para crear un vestíbulo de entrada.

## Órgano

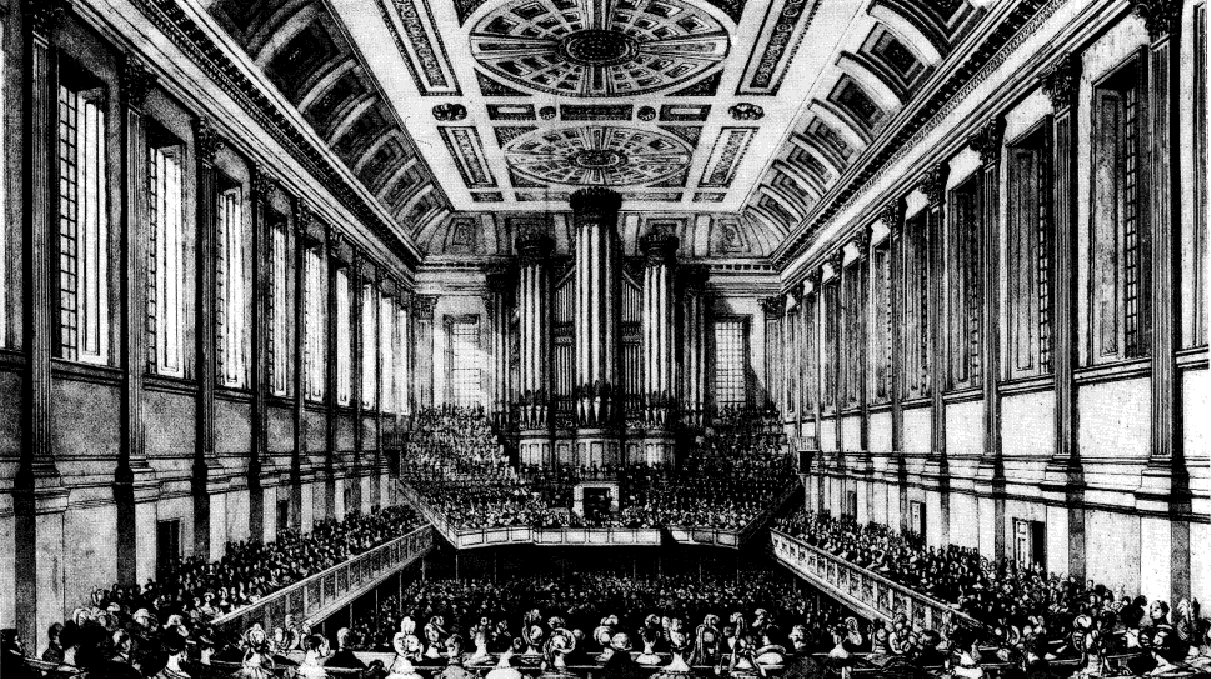
El Music Festival en 1834 tras la instalación del órgano de William Hill.

El ayuntamiento es famoso por su órgano. Instalado originalmente en 1834 por William Hill & Sons con cuatro teclados y setenta registros, fue sujeto a muchas restauraciones y alteraciones, todas ellas realizadas por William Hill, hasta una restauración de Willis en 1932. En 1956 el órgano había sido ampliado a noventa registros. Las restauraciones más recientes, en 1984 y 2007, han sido realizadas por Manders of London. En el National Pipe Organ Register se puede encontrar una descripción actual del órgano.

## Galería de imágenes

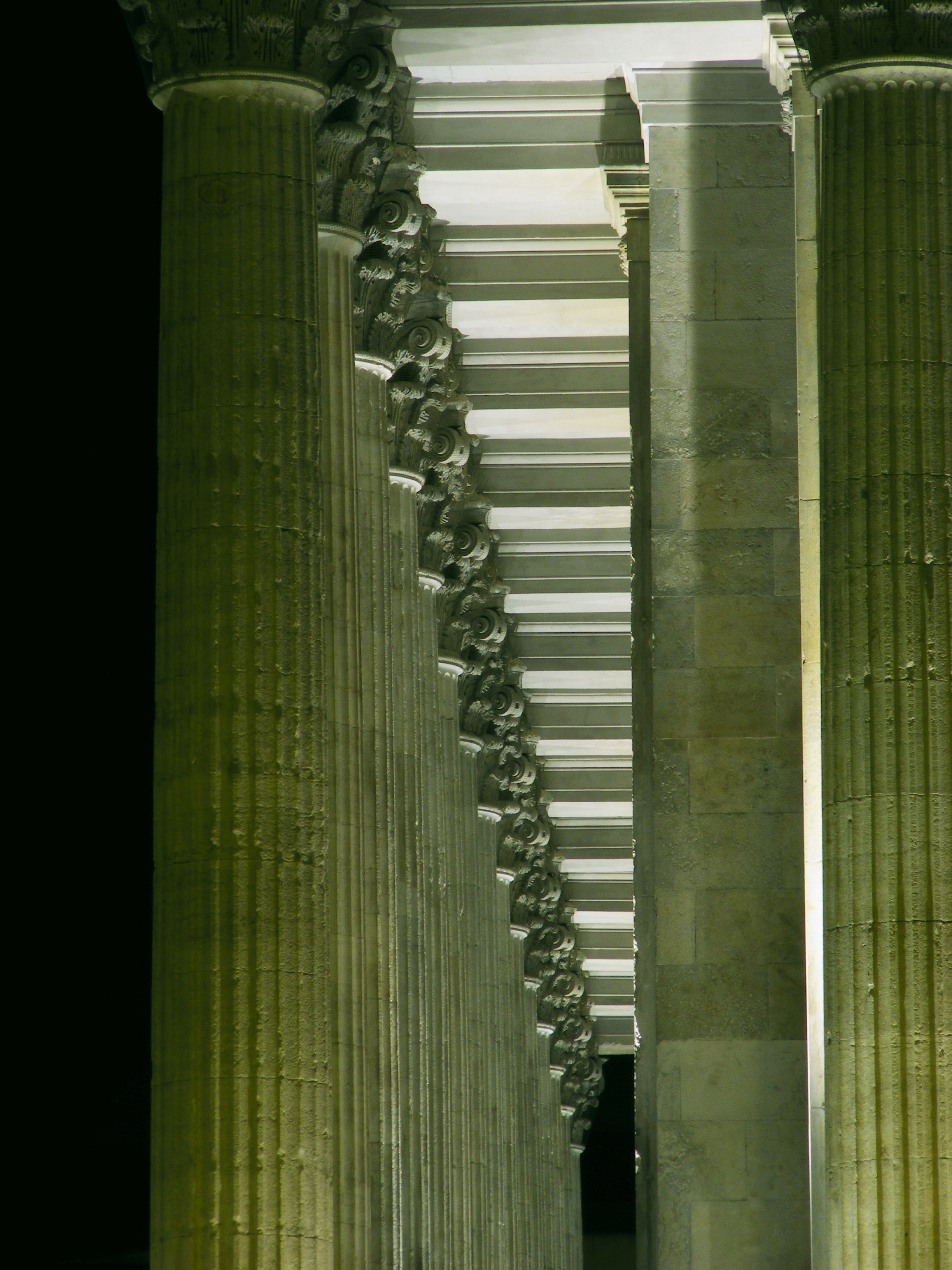
Las columnas en el lado este del Ayuntamiento de Birmingham.
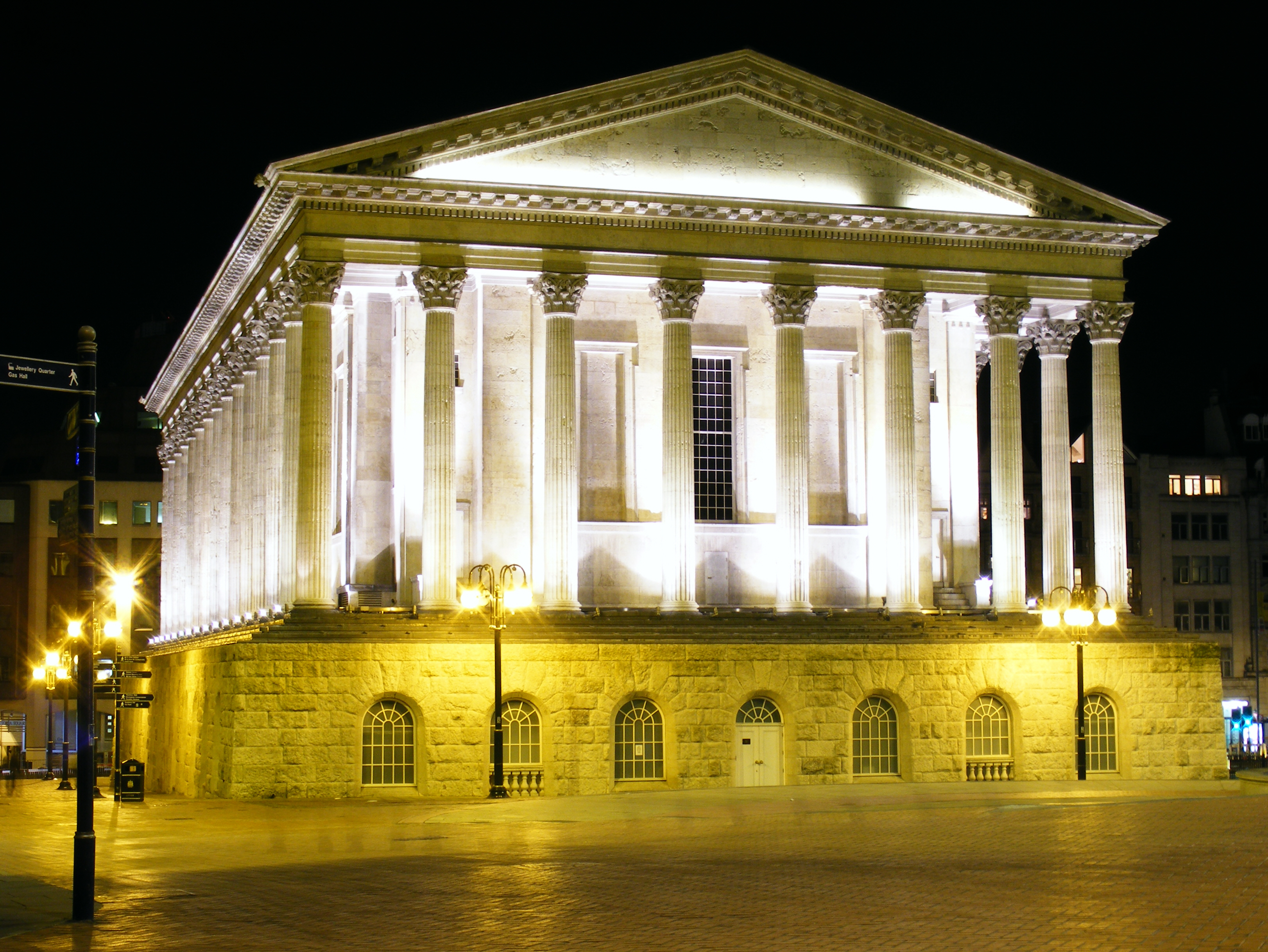
El lado norte del Ayuntamiento de Birmingham, hacia la biblioteca.
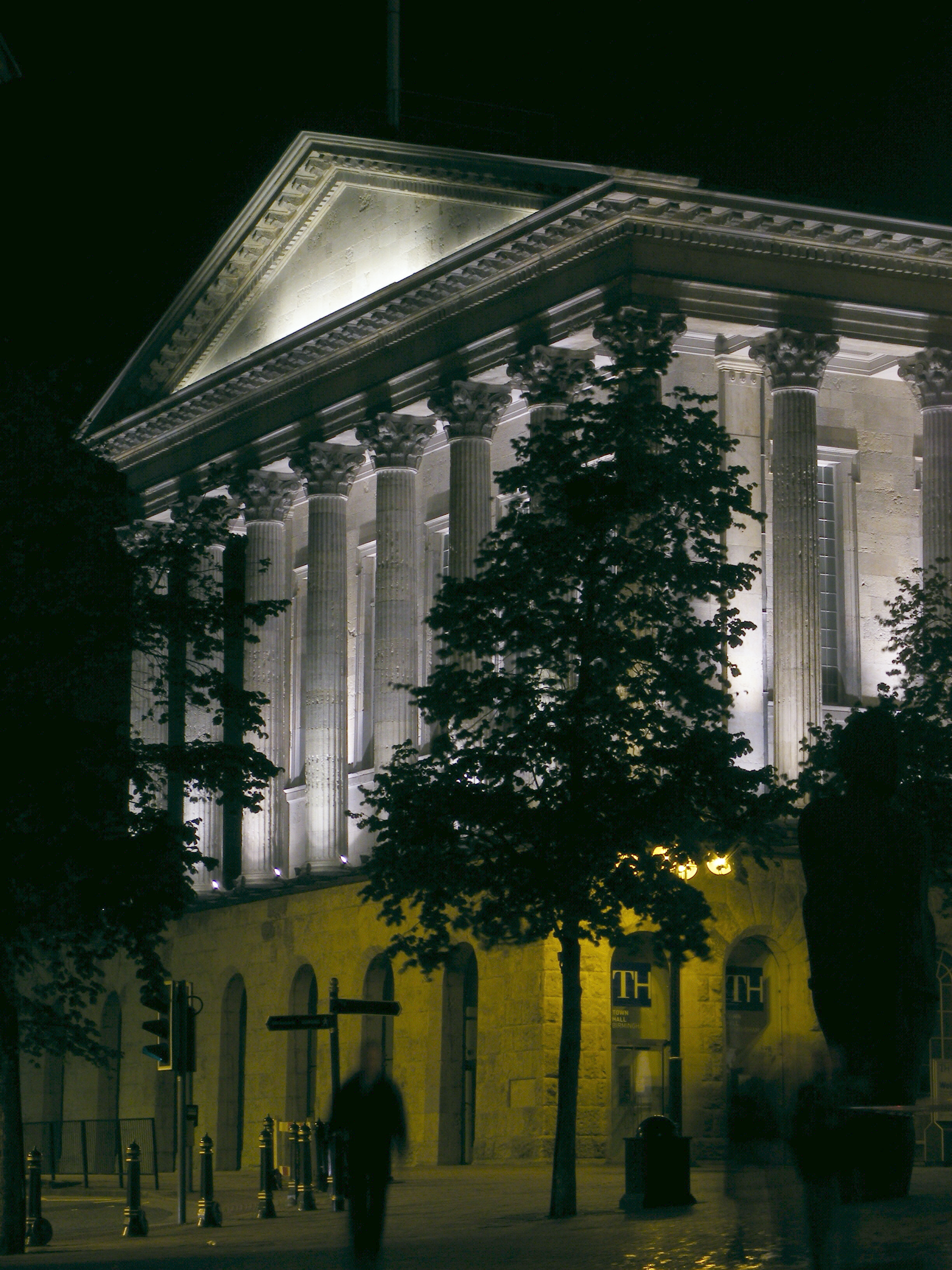
El lado sur del Ayuntamiento de Birmingham, la entrada principal.
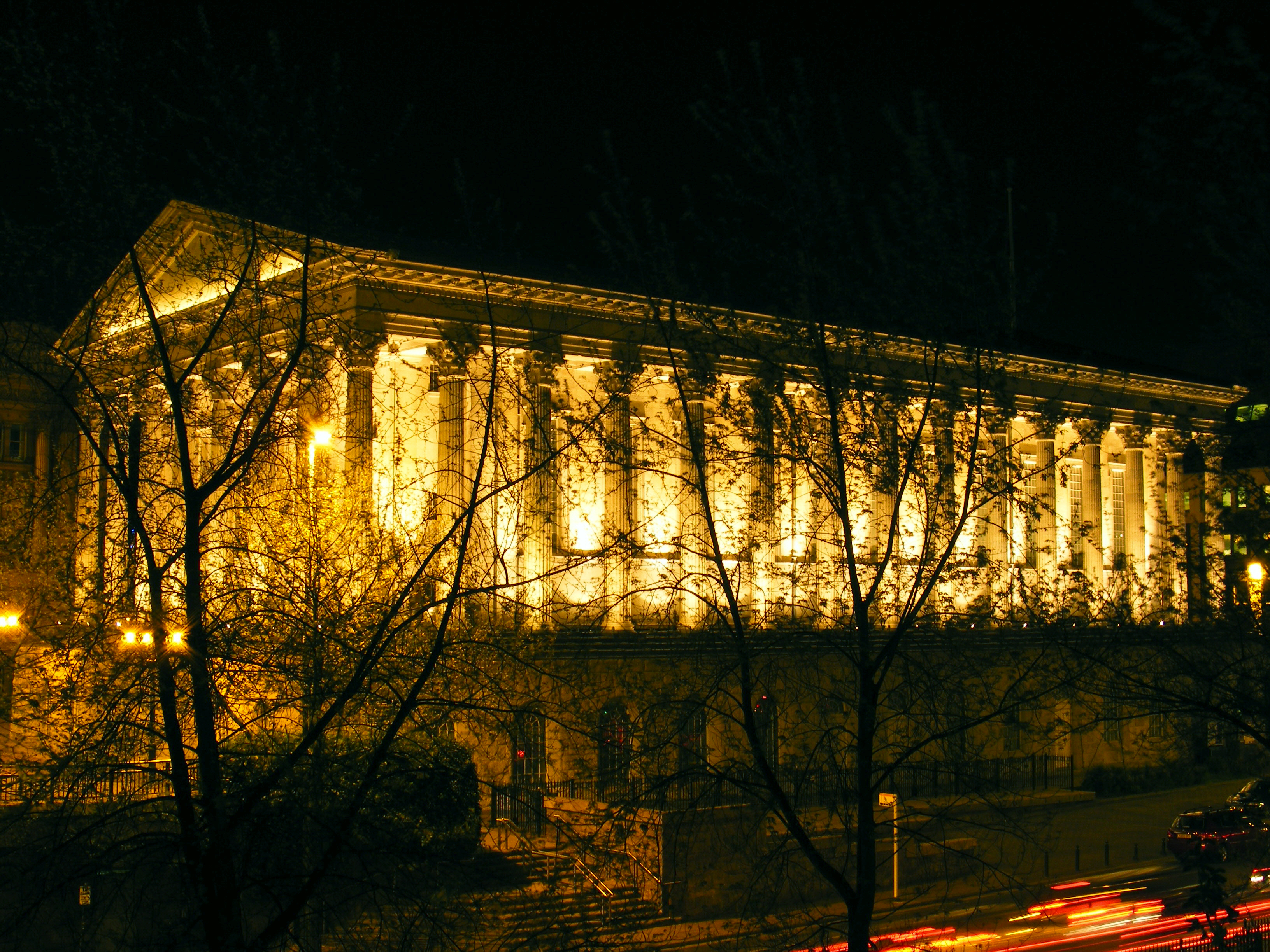
El lado oeste del Ayuntamiento de Birmingham.
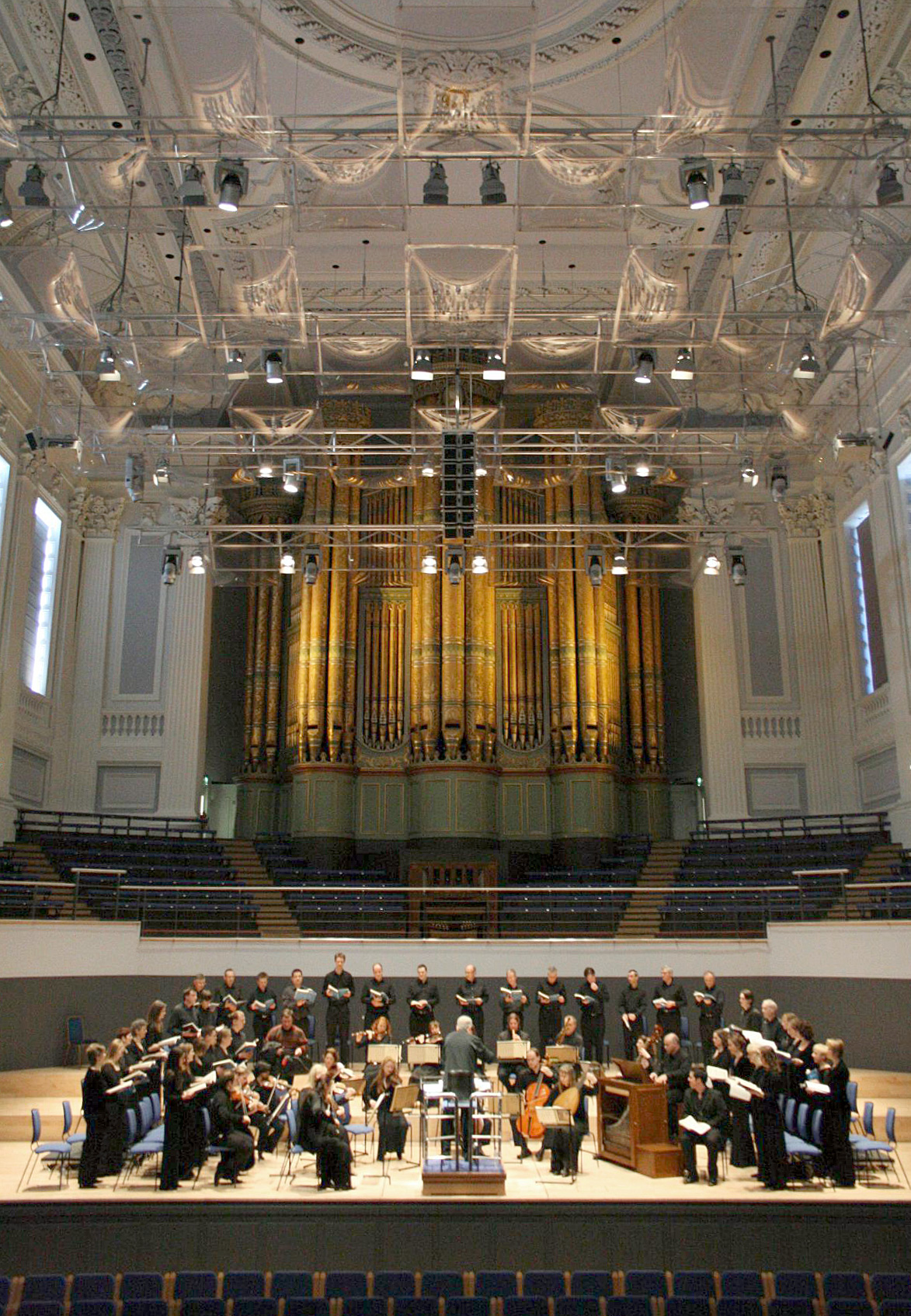
Interior del Ayuntamiento de Birmingham.